# سنجوان مره
سنجوانمره، روستایی از توابع بخش مرکزی شهرستان اصفهان در استان اصفهان ایران است. این محله از مسیر خیابان ارغوانیه _  خیابان دکتر حسابی و همچنین خیابان مشتاق سوم قابل دسترسی است. میوه فروشی ها و مرغ و ماهی های این منطقه بسیار معروف است.

## جمعیت
این روستا در دهستان خوراسگان قرار دارد و براساس سرشماری مرکز آمار ایران در سال ۱۴۰۳، جمعیت آن بیش از ۲۵۰۰نفر (۶۰۰خانوار) بوده‌است.